# Dossenheim-Kochersberg
Pour les articles homonymes, voir Dossenheim.
Dossenheim-Kochersberg est une commune française située dans la circonscription administrative du Bas-Rhin et, depuis le 1er janvier 2021, dans le territoire de la Collectivité européenne d'Alsace, en région Grand Est.
Cette commune se trouve dans la région historique et culturelle d'Alsace.

## Géographie
| Schnersheim       | Schnersheim            |            |
| Schnersheim       | Dossenheim-Kochersberg | Wiwersheim |
| Fessenheim-le-Bas | Quatzenheim            |            |

### Hydrographie
La commune est dans le bassin versant du Rhin au sein du bassin Rhin-Meuse. Elle est drainée par la Souffel et le ruisseau le Plaetzerbaechel,.
La Souffel, d'une longueur de 25 km, prend sa source dans la commune de Kuttolsheim et se jette  dans l'Ill à Strasbourg, après avoir traversé 18 communes. 

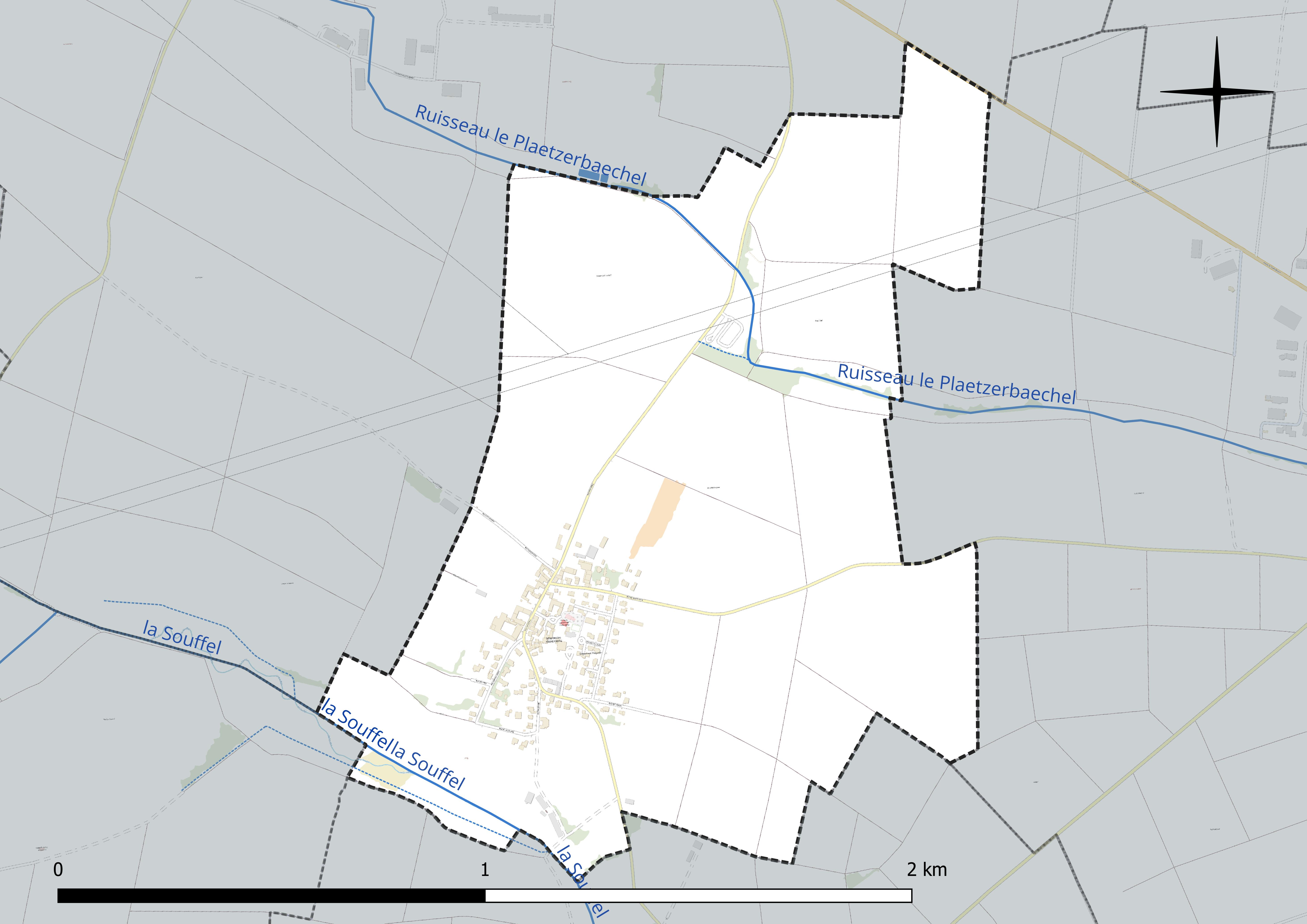
Réseau hydrographique de Dossenheim-Kochersberg.

### Climat
Pour des articles plus généraux, voir Climat du Grand Est et Climat du Bas-Rhin.
En 2010, le climat de la commune est de type climat océanique altéré, selon une étude du Centre national de la recherche scientifique s'appuyant sur une série de données couvrant la période 1971-2000. En 2020, Météo-France publie une typologie des climats de la France métropolitaine dans laquelle la commune est exposée à un climat semi-continental et est dans la région climatique  Vosges, caractérisée par une pluviométrie très élevée (1 500 à 2 000 mm/an) en toutes saisons et un hiver rude (moins de 1 °C). 
Pour la période 1971-2000, la température annuelle moyenne est de 10,3 °C, avec une amplitude thermique annuelle de 17,6 °C. Le cumul annuel moyen de précipitations est de 662 mm, avec 8 jours de précipitations en janvier et 10,3 jours en juillet. Pour la période 1991-2020, la température moyenne annuelle observée sur la station météorologique de Météo-France la plus proche, « Strasbourg-Entzheim », sur la commune d'Entzheim à 12 km à vol d'oiseau, est de 11,4 °C et le cumul annuel moyen de précipitations est de 635,7 mm. 
La température maximale relevée sur cette station est de 38,9 °C, atteinte le 25 juillet 2019 ; la température minimale est de −23,6 °C, atteinte le 23 janvier 1942,,. 
Les paramètres climatiques de la commune ont été estimés pour le milieu du siècle (2041-2070) selon différents scénarios d'émission de gaz à effet de serre à partir des nouvelles projections climatiques de référence DRIAS-2020. Ils sont consultables sur un site dédié publié par Météo-France en novembre 2022.

## Urbanisme

### Typologie
Au 1er janvier 2024, Dossenheim-Kochersberg est catégorisée commune rurale à habitat dispersé, selon la nouvelle grille communale de densité à sept niveaux définie par l'Insee en 2022.
Elle est située hors unité urbaine. Par ailleurs la commune fait partie de l'aire d'attraction de Strasbourg (partie française), dont elle est une commune de la couronne,. Cette aire, qui regroupe 268 communes, est catégorisée dans les aires de 700 000 habitants ou plus (hors Paris),.

### Occupation des sols
L'occupation des sols de la commune, telle qu'elle ressort de la base de données européenne d’occupation biophysique des sols Corine Land Cover (CLC), est marquée par l'importance des territoires agricoles (86,3 % en 2018), en diminution par rapport à 1990 (100 %). La répartition détaillée en 2018 est la suivante : 
terres arables (86,3 %), zones urbanisées (13,7 %). L'évolution de l’occupation des sols de la commune et de ses infrastructures peut être observée sur les différentes représentations cartographiques du territoire : la carte de Cassini (XVIIIe siècle), la carte d'état-major (1820-1866) et les cartes ou photos aériennes de l'IGN pour la période actuelle (1950 à aujourd'hui).

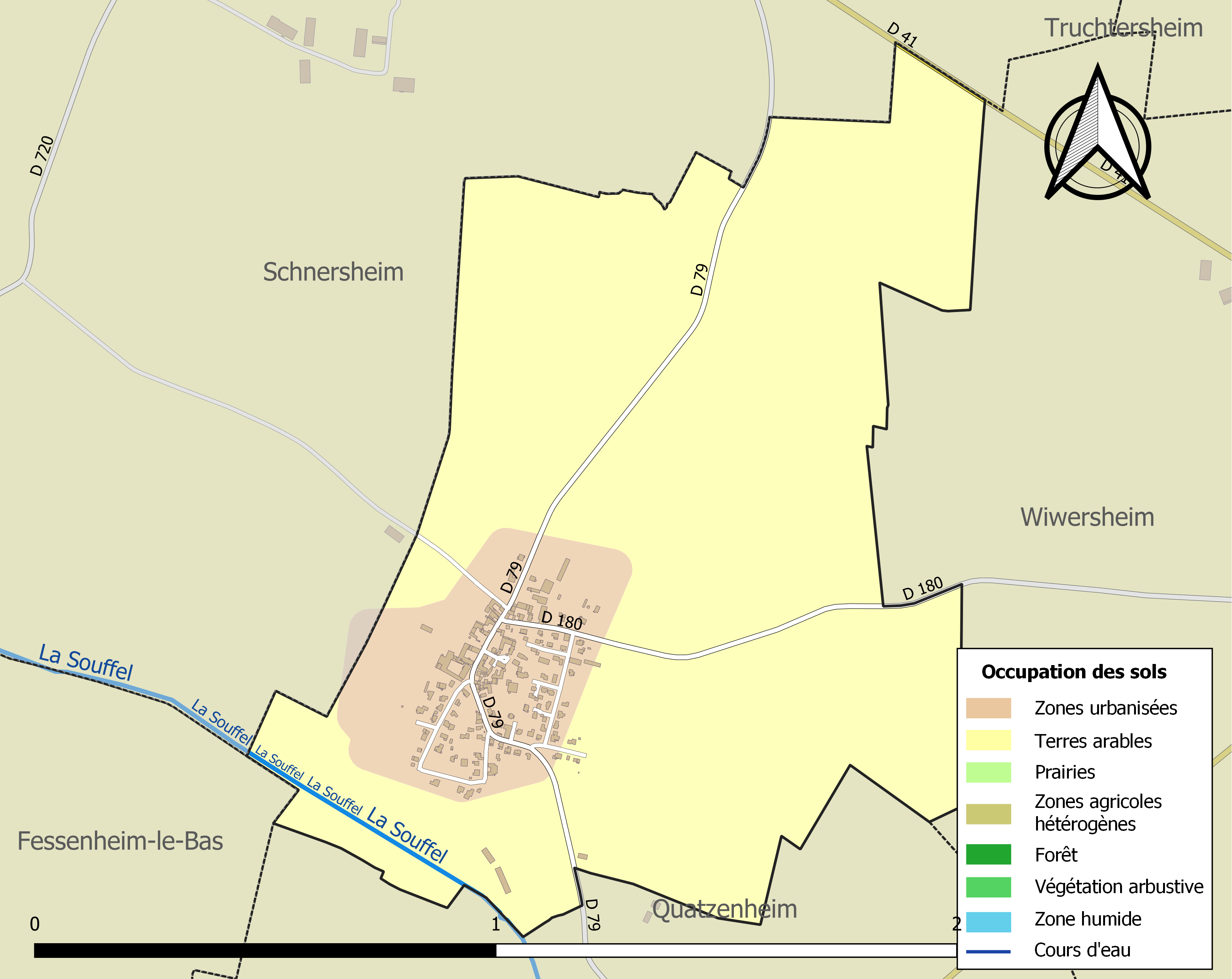
Carte des infrastructures et de l'occupation des sols de la commune en 2018 (CLC).

## Toponymie
Le nom du village a peu évolué dans le temps : Dozinheim en 1124, Dozenheim en 1154, Tossenheim en 1310 et enfin Dossenheim en 1356. 

## Histoire
La plus ancienne trace d’occupation sur le territoire de la commune est un établissement romain situé au lieu-dit Auf dem Waschweg. Au XIIe siècle, la paroisse dépend de l’abbaye de Schwartzach, qui y possède également une cour colongère. La possession du village lui-même est partagée à partir du XIIIe siècle entre l’empereur et l’évêque de Strasbourg, ce dernier devenant seul propriétaire à partir de 1512.
Le village est victime des nombreuses guerres de l’époque moderne : brûlé une première fois en 1569 duc d’Aumale, il est endommagé en 1588 puis une nouvelle fois ravagée pendant la guerre de Trente Ans, l’église étant notamment détruite.

## Politique et administration
| Période                                  | Période                   | Identité                                        | Étiquette | Qualité |
| ---------------------------------------- | ------------------------- | ----------------------------------------------- | --------- | ------- |
| 2001                                     | 2008                      | Jean-Paul Ulrich                                |           |         |
| mars 2008                                | En cours (au 31 mai 2020) | Raymond Zilliox, Réélu pour le mandat 2020-2026 |           |         |
| Les données manquantes sont à compléter. |                           |                                                 |           |         |

## Démographie
L'évolution du nombre d'habitants est connue à travers les recensements de la population effectués dans la commune depuis 1793. Pour les communes de moins de 10 000 habitants, une enquête de recensement portant sur toute la population est réalisée tous les cinq ans, les populations de référence des années intermédiaires étant quant à elles estimées par interpolation ou extrapolation. Pour la commune, le premier recensement exhaustif entrant dans le cadre du nouveau dispositif a été réalisé en 2006.

En 2022, la commune comptait 324 habitants, en évolution de +13,68 % par rapport à 2016 (Bas-Rhin : +3,17 %, France hors Mayotte : +2,11 %).
| 1793 | 1800 | 1806 | 1821 | 1831 | 1836 | 1841 | 1846 | 1851 |
| ---- | ---- | ---- | ---- | ---- | ---- | ---- | ---- | ---- |
| 102  | 115  | 113  | 110  | 141  | 132  | 133  | 129  | 144  |

| 1856 | 1861 | 1866 | 1871 | 1875 | 1880 | 1885 | 1890 | 1895 |
| ---- | ---- | ---- | ---- | ---- | ---- | ---- | ---- | ---- |
| 139  | 131  | 127  | 139  | 131  | 127  | 129  | 130  | 128  |

| 1900 | 1905 | 1910 | 1921 | 1926 | 1931 | 1936 | 1946 | 1954 |
| ---- | ---- | ---- | ---- | ---- | ---- | ---- | ---- | ---- |
| 129  | 130  | 126  | 123  | 119  | 128  | 125  | 115  | 120  |

| 1962 | 1968 | 1975 | 1982 | 1990 | 1999 | 2006 | 2011 | 2016 |
| ---- | ---- | ---- | ---- | ---- | ---- | ---- | ---- | ---- |
| 122  | 126  | 143  | 134  | 146  | 180  | 210  | 228  | 285  |

| 2021 | 2022 | - | - | - | - | - | - | - |
| ---- | ---- | - | - | - | - | - | - | - |
| 316  | 324  | - | - | - | - | - | - | - |

## Culture locale et patrimoine

### Lieux et monuments
L’église de Dossenheim est essentiellement issue de la reconstruction consécutive aux dévastations de la guerre de Trente Ans, bien qu’il soit possible que certaines parties proviennent de l’ancienne église romane. Elle a été par ailleurs, agrandie et modifiée vers 1781. Le mobilier comprend un orgue Stiehr de 1836, remanié par Mockers en 1888 et Kern en 1971, des fonts baptismaux composés d’un assemblage d’éléments du XVIIe siècle au XIXe siècle et des vitraux ayant la particularité d’être ornés d’alvéoles et d’abeilles, leur commanditaire ayant été le curé Eck, surnommé Imme kenni (« le roi des abeilles ») du fait de ses talents d’apiculteur.
Le cimetière contient encore quelques sépultures réalisées entre le XVIIe siècle et le XIXe siècle. S’y trouvent en particulier la tombe de Jacques Fix, commissaire du Directoire et commandant en chef de la garde nationale et de la famille de Vix, dont les membres ont occupés les fonctions de schultheiss du XVIIe siècle à la Révolution. Trois croix de chemin subsistent par ailleurs : une de 1621 à la sortie du village menant à Kleinfrankenheim, une de 1623, désormais intégrée dans une propriété privée et une de 1709 devant le presbytère.
Le patrimoine civil quant à lui se compose de quelques fermes du XVIIIe siècle et du XIXe siècle.

### Personnalités liées à la commune
- Martine Kempf, inventrice.

### Héraldique
| Blason de Dossenheim-Kochersberg | Blason  | D'or à la bande de sable chargée de trois clefs d'argent posées à plomb. |
| Blason de Dossenheim-Kochersberg | Détails |                                                                          |